# Arlington (Tennessee)
Arlington è un comune degli Stati Uniti d'America, situato nello Stato del Tennessee, nella Contea di Shelby.